# Pterocerina
Pterocerina é um gênero de moscas ulita ou do tipo foto-asa da superfamília Tephritidae e da família Ulidiidae.

## Espécies
Existem trinta e uma espécies do gênero Pterocerina:
- P. acutipennis

- P. alboguttata

- P. americana

- P. anastrepha

- P. angulata

- P. basalis

- P. bifasciata

- P. clarifascia

- P. colorata

- P. costalimai

- P. fenestrata

- P. ferruginea

- P. furcata

- P. garleppi

- P. hendeli

- P. interrupta

- P. nigricauda

- P. nigripennis

- P. nigripes

- P. obliteratella

- P. ochracea

- P. pallidibasis

- P. paradoxa

- P. picea

- P. plurifurcata

- P. psidii

- P. ruficauda

- P. scalaris

- P. stylata

- P. townsendi

- P. trifasciata